# Saint-Léonard (Montreal)
Saint-Léonard – jedna z dziewiętnastu dzielnic Montrealu. Powstała w 2002 roku poprzez włączenie miasta o tej samej nazwie.
W 1886 roku na obszarze dzisiejszej dzielnicy utworzono parafię Saint-Léonard-de-Port-Maurice. Był to obszar typowo wiejski, mimo to uzyskał prawa miejskie już 5 marca 1915 roku. Liczba mieszkańców nie ulegała większym zmianom i wynosiła 326 w 1921 roku, wzrosła do 925 w 1956 roku. W połowie lat 50. sytuacja zaczęła się gwałtownie zmieniać, ludzie masowo zaczęli się tu osiedlać, co najlepiej widać porównując liczbę ludności z 1956 roku – 925 i 1971 – 52 040. W 1962 roku miasto zmieniło nazwę z Saint-Léonard-de-Port-Maurice na Saint-Léonard, a w 2002 roku zostało wchłonięte przez Montreal i stało się jego dzielnicą.
Liczba mieszkańców Saint-Léonard wynosi 71 730. Język francuski jest językiem ojczystym dla 32,8%, angielski dla 8,8% mieszkańców (2006).